# Либертадор

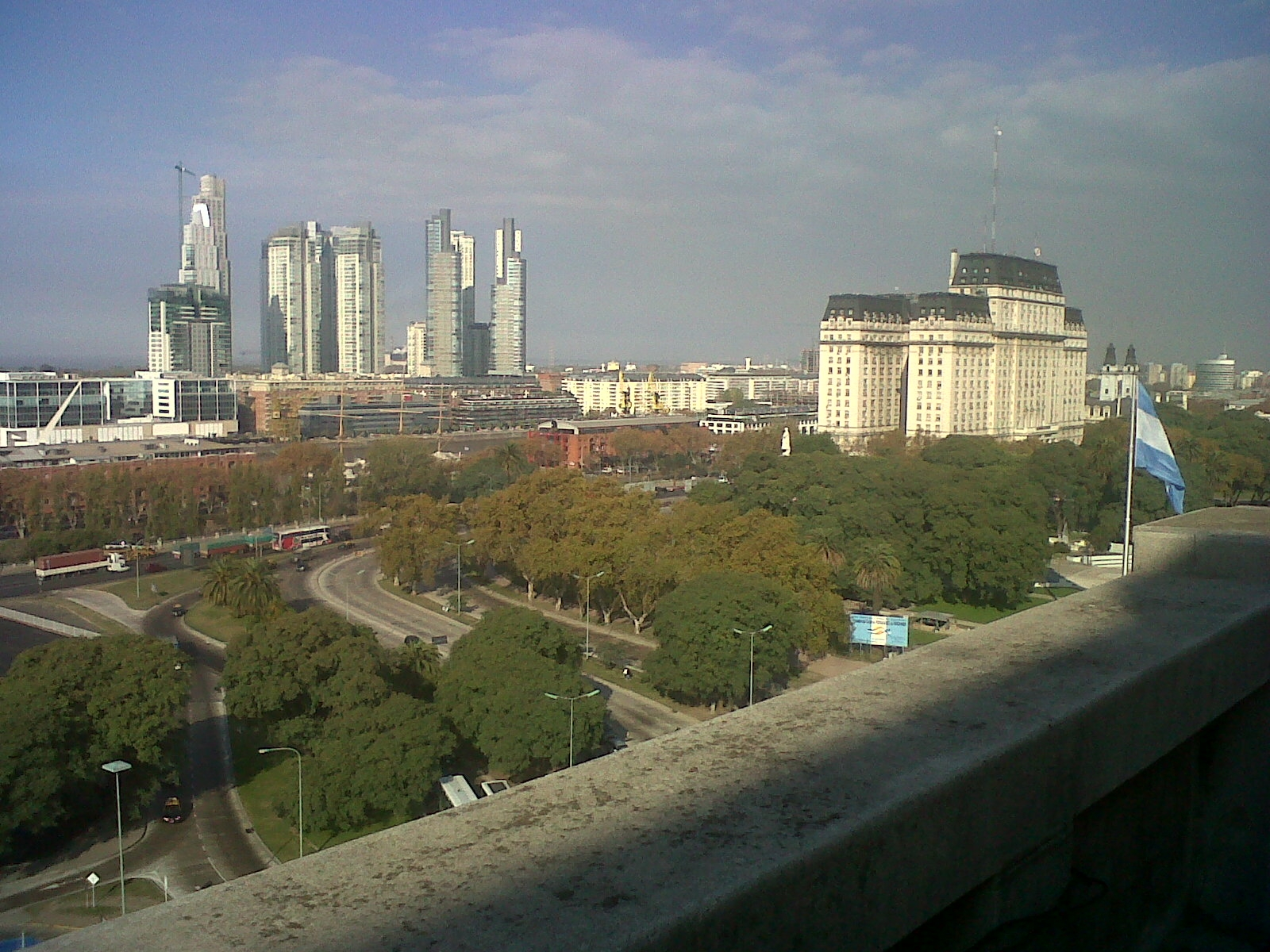
Либертадор, на заднем плане Пуэрто-Мадеро

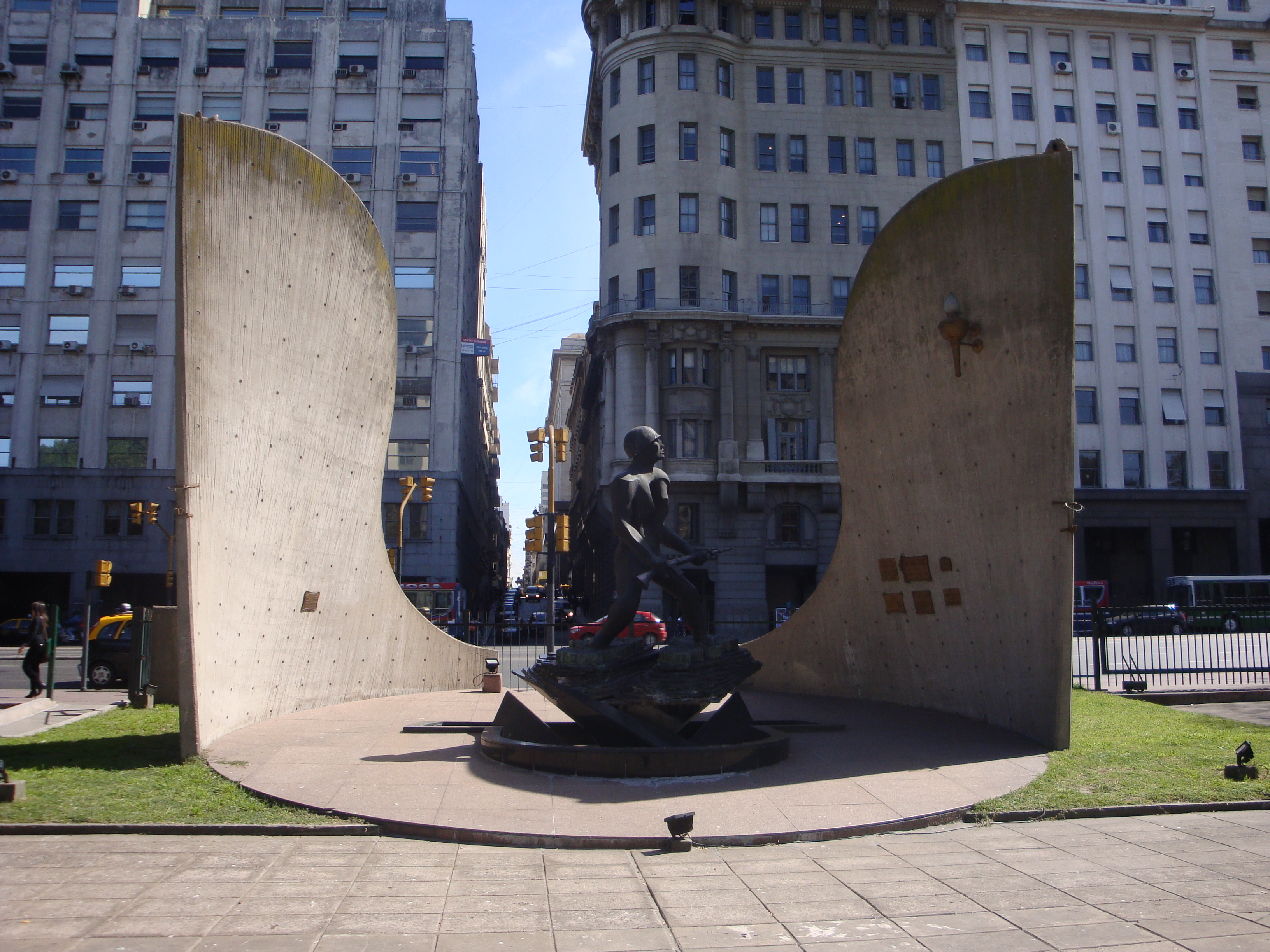
Монумент в парке

Либертадо́р (от исп. Libertador — «Освободитель», в честь Сан-Мартина) — название здания Министерства обороны Аргентины. Находится в провинции Буэнос-Айрес (почтовый адрес: Буэнос-Айрес, Азопардо 250, Аргентина).
Здание было спроектировано аргентинским архитектором Карлосом Пибернатом. Проект был заказан армейским командованием.